# Annalen van de Joseondynastie
Annalen van de Joseondynastie (Koreaans: Joseon Wangjo Sillok) zijn de annalen van de Koreaanse Joseon Dynastie, die werden bijgehouden van het jaar 1392 (het 13e regeringsjaar van Taejong van Joseon) tot 1863 (het tweede regeringsjaar van Gojong van Joseon). De annalen van Joseon beschrijven de langste periode van een enkele dynastie in de wereld.
Wanneer een vorst overleed, werd begonnen met het uitwerken van de annalen van zijn regering na de kroning van zijn opvolger. Dit gebeurde door de Sillokcheong, het bureau voor de compilatie van de annalen.
Het was niemand toegestaan om de ruwe versie, die reeds geschreven werd tijdens het leven van de vorst, van de annalen te lezen, zelfs de koning niet. Een schrijver die toch uit de school klapte, kon rekenen op een flinke straf.
Deze strenge regelgeving omtrent het opstellen van de annalen zorgt ervoor dat de annalen over het algemeen als zeer betrouwbaar worden gezien.
In de annalen worden niet alleen diplomatieke en regerings-zaken beschreven, ook het dagelijkse leven van deze periode, cultuur en bijvoorbeeld de jaarlijkse oogst werden hierin bijgehouden.
De annalen werden niet geschreven in hangul, maar in klassiek Chinees. Diverse kopieën werden op verschillende plaatsen bewaard. Dit heeft ervoor gezorgd dat de annalen tot op de dag van vandaag bewaard zijn gebleven.